# Sòpolis (militar)
Sòpolis (en llatí Sopolis, en grec antic Σώπολις) fou un militar macedoni, fill d'Hermòdor, que va dirigir la cavalleria amfipolitana a l'exèrcit d'Alexandre el Gran en la batalla contra els tribal·lis a la vora del riu Lyginus el 335 aC.
Se'l torna a mencionar com a comandant de la cavalleria d'Amfípolis a la batalla d'Arbela l'any 331 aC. Podria ser el pare d'Hermolaos, el conspirador contra la vida d'Alexandre el Gran, segons explica Flavi Arrià.